# Future Past
Future Past es el decimoquinto álbum de estudio de la banda Duran Duran. Fue lanzado el 22 de octubre de 2021. Es el primer álbum de la banda que se publica a través de BMG.
El álbum fue coproducido por la banda junto a Mark Ronson, Giorgio Moroder y Erol Alkan, también cuenta con apariciones especiales de Tove Lo, Ivorian Doll, la banda japonesa Chai y Mike Garson, Graham Coxon de Blur es el guitarrista del álbum.
La banda lanzó el primer sencillo del álbum "Invisible" el 19 de mayo de 2021. Las pistas "More Joy!" con Chai, "Anniversary", "Tonight United" y "Give It All Up" con Lo también fueron lanzados antes del álbum.

## Antecedentes
John Taylor describió Future Past como un "álbum muy emocionalmente profundo", revelando que las letras se escribieron principalmente antes de los bloqueos de COVID-19 de 2020: "Muchas de las canciones tratan sobre crisis emocionales o problemas de intimidad a largo plazo, llamémoslos. Cuando regresamos después del encierro, sentí que esas letras, particularmente 'Invisible', hablaban del momento, porque los últimos 18 meses realmente han sido sobre política de intimidad".

## Lista de canciones
| Future Past – Standard edition |                                 |             |          |  |
| N.º                            | Título                          | Productor   | Duración |  |
| 1.                             | «Invisible»                     | Duran Duran | 3:11     |  |
| 2.                             | «All of You»                    | Duran Duran | 4:05     |  |
| 3.                             | «Give It All Up» (con Tove Lo)  | Duran Duran | 5:07     |  |
| 4.                             | «Anniversary»                   | Duran Duran | 5:18     |  |
| 5.                             | «Future Past»                   | Duran Duran | 3:52     |  |
| 6.                             | «Beautiful Lies»                | Duran Duran | 3:36     |  |
| 7.                             | «Tonight United»                | Duran Duran | 3:07     |  |
| 8.                             | «Wing»                          | Duran Duran | 5:19     |  |
| 9.                             | «Nothing Less»                  | Duran Duran | 4:25     |  |
| 10.                            | «Hammerhead» (con Ivorian Doll) | Duran Duran | 3:33     |  |
| 11.                            | «More Joy!» (con Chai)          | Duran Duran | 3:39     |  |
| 12.                            | «Falling» (con Mike Garson)     | Duran Duran | 5:47     |  |

| Future Past – Edición de lujo |                                      |             |          |  |
| N.º                           | Título                               | Productor   | Duración |  |
| 1.                            | «Invisible»                          | Duran Duran | 3:11     |  |
| 2.                            | «All of You»                         | Duran Duran | 4:05     |  |
| 3.                            | «Give It All Up» (featuring Tove Lo) | Duran Duran | 5:07     |  |
| 4.                            | «Anniversary»                        | Duran Duran | 5:18     |  |
| 5.                            | «Future Past»                        | Duran Duran | 3:53     |  |
| 6.                            | «Velvet Newton»                      | Duran Duran | 2:40     |  |
| 7.                            | «Beautiful Lies»                     | Duran Duran | 3:36     |  |
| 8.                            | «Tonight United»                     | Duran Duran | 3:08     |  |
| 9.                            | «Wing»                               | Duran Duran | 5:19     |  |
| 10.                           | «Nothing Less»                       | Duran Duran | 4:26     |  |
| 11.                           | «Laughing Boy»                       | Duran Duran | 4:55     |  |
| 12.                           | «Hammerhead» (con Ivorian Doll)      | Duran Duran | 3:34     |  |
| 13.                           | «Invocation»                         | Duran Duran | 2:08     |  |
| 14.                           | «More Joy!» (con Chai)               |             | 3:39     |  |
| 15.                           | «Falling» (con Mike Garson)          | Duran Duran | 5:47     |  |

## Créditos
- Simon Le Bon – voces
- John Taylor – bajo
- Nick Rhodes – teclados
- Roger Taylor – batería